# Falsomesosella basigranulata
Falsomesosella basigranulata là một loài bọ cánh cứng trong họ Cerambycidae.